# 고성명태축제
고성명태축제는 대한민국 강원특별자치도 고성군의 특산물인 명태를 주제로 펼쳐지는 지역 축제로, 명태와 어촌문화체험을 동시에 할 수 있다.
명태의 풍어와 안전한 조업을 기원하기 위하여 매년 고성군에서 주최하고 있으며, 2016년 올해 제 18회를 맞는다. 제 18회 고성명태축제는 2022년 10월 20일부터 23일까지 강원도 고성군 거진항 일원에서 펼쳐진다.